# 林良樂
林良樂（1964年—2016年3月17日），台灣女歌手，以中性化的形象為人熟知。著名歌曲有《冷井情深》、《溫柔的慈悲》、《會哭的人不一定流淚》等。

## 生平
林良樂與錢檇鑫、周華健組成了「名歌三人行」，於1984年7月2日出道，參與合輯。1986年，推出《冷井情深》，成為知名歌手。在1992年出版《溫柔的慈悲》專輯後，慢慢淡出歌壇。2005年發行精選輯後，就不再推出專輯。
林良樂在2016年3月17日晚間9時因肝腎衰竭，病逝在台北市立聯合醫院仁愛院區安寧病房，享年51歲。

## 音樂作品

### 專輯
- 1984年7月，名歌三人行（ LP合輯）收錄並發表初作《我想》 （此唱片是黑膠唱片 ，台灣皇星機構出品，聯響代理發行，台灣心聲唱片公司製作，林良樂等名歌三人行收錄於B面，A面為旅居台灣的美籍人士組成的颱風合唱團錄製的六首中文歌曲）
- 1986年8月 冷井情深
- 1987年3月 風中的流浪漢
- 1988年1月 新感受
- 1988年11月 冰河
- 1990年6月 會哭的人不一定流淚
- 1991年5月 舊情回想曲
- 1992年2月 溫柔的慈悲
- 1994年3月 假戲真做的人

### 精選集
- 1987年11月暢銷精選輯1
- 1988年1月暢銷精選輯2
- 1991年1月12日 輝煌精選
- 1996年 國語原聲帶CD1
- 1996年 國語原聲帶CD2
- 2003年 心歌精品CD1
- 2003年 心歌精品CD2
- 2005年 冷井情深（輝煌全記錄）

## 延伸閱讀
- . 數位典藏與數位學習國家型科技計畫. 中央研究院數位文化中心.   [2016-05-06]. （原始内容存档于2020-10-01）.